# گرین گابلین
گرین گابلین (به انگلیسی: Green Goblin) عنوان چندین شخصیت خیالی ابرشرور در کتاب‌های کمیک آمریکایی منتشر شده توسط مارول کامیکس است. نخستین، نامدارترین، مشهورترین و معمول ترین تجسم از این شخصیت نورمن آزبورن است که توسط استن لی و استیو دیتکو به عنوان دشمن شخصیت ابرقهرمان مرد عنکبوتی خلق شده‌است و برای اولین بار، در شمارهٔ ۱۴ از مجموعه کمیک مرد عنکبوتی شگفت‌انگیز در ژوئیه ۱۹۶۴ در دنیای کمیک حضور پیدا کرد.از مهم‌ترین تجهیزاتی که او استفاده می‌کند می‌توان به گلایدر گابلینی و بمب‌های کدو شکل اشاره کرد
ویلم دفو نقش نورمن آزبورن را در فیلم های مرد عنکبوتی، مردعنکبوتی ۲ و مردعنکبوتی ۳ به کارگردانی سم ریمی ایفا کرده‌است، همچنین جیمز فرانکو نقش پسر وی، هری ازبورن را در هر سه فیلم بازی کرد و در فیلم مرد عنکبوتی ۳ به گابلین دوم تبدیل شد. دین دی‌هان نیز در نقش هری آزبورن در فیلم مرد عنکبوتی شگفت‌انگیز ۲ (۲۰۱۴) بازی کرد و در این فیلم هم او تبدیل به گرین گابلین شد. در سال ۲۰۲۱ ویلم دفو دوباره در فیلم مرد عنکبوتی: راهی به خانه نیست برای ایفای نقش گرین گابلین بازگشت.

## معرفی
نورمن در کودکی به شدت توسط پدر خود شکنجه می‌شد. پدرش بارها وی را در زیرزمینی در امارت آزبورن زندانی می‌کرد. با توجه به نبود داوطلب نورمن از این فرمول روی خود استفاده کرد، فرمول موفق بود و بدن وی را به شدت قدرتمند کرد. اما عوارض جانبی آن تأثیر منفی بر روی ذهن داشت و او را دچار جنون کرد و دشمن اسپایدرمن شد.

## مرگ گابلین
بعد از اینکه گوئن استیسی به دست نورمن کشته شد، نبردی سهمگین میان مرد عنکبوتی و گرین گابلین رقم خورد. این نبرد با پیروزی مرد عنکبوتی پایان یافت. گرین گابلین برای این که آخرین امید خود برای نجات را از دست ندهد، با فعال کردن گلایدر خود در پشت سر مرد عنکبوتی قصد کشتن او را داشت. اما با جاخالی دادن مرد عنکبوتی گلایدر به شکم خود ازبورن (گرین گابلین) خورد و سبب مرگ او شد.
پس از مرگ هری ازبورن لباس و تجهیزات گابلینی به دست مردی فاسد و بی رحم به نام رادنینک کینگزلی رسید. او با استفاده از لباس گابلینی تبدیل به یکی از دشمنان خطرناک مرد عنکبوتی به نام هاب گابلین شد.